# Digitale centrale (modelspoor)

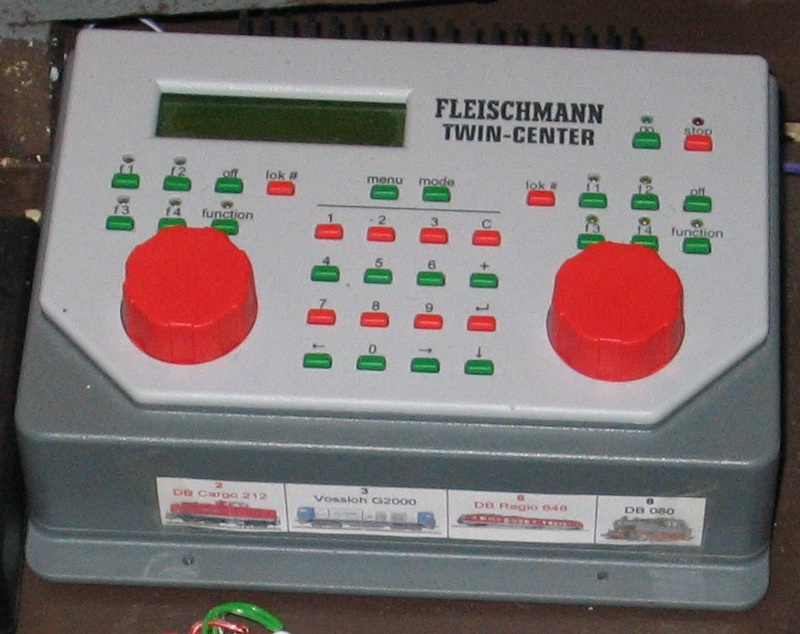
Stuurapparaat Twin-Center van Fleischmann voor de digitale modelbaan

Een digitale centrale van een modelspoorbaan is een kastje waarmee de digitale onderdelen zoals locomotieven, wissels en blokbezetmelders worden aangestuurd en daarbij ook terugmeldingen kan krijgen van de onderdelen zelf. 

## Protocollen voor modelbaansturing
Bijna alle digitale centrales werken met Digital Command Control (DCC), alleen Märklin wijkt hiervan af en hanteert het eigen Märklin Systems.
De ontwikkeling van diverse merkafhankelijke systemen is door de jaren heen stopgezet. Dit waren de systemen FMZ (Fleischmann), Motorola (Märklin) en Selectrix (Trix). De reden was dat DCC veel meer mogelijkheden biedt voor klanten om digitale apparatuur te combineren.

## Uitbreidingsmogelijkheden

### Versterker
Een digitale centrale heeft een beperkt elektrisch vermogen waarmee een aantal stroomafnemers kan worden gevoed. Om dit vermogen uit te breiden kan gekozen worden voor een versterker, ook wel booster genoemd, die gekoppeld wordt aan de digitale centrale en extra stroom levert aan het spoor.

### Handregelaars
Om tijdens het besturen van de modelbaan rond te kunnen lopen zijn er handregelaars die aangesloten kunnen worden op de digitale centrale. Besturing van een modelbaan op deze wijze wordt ook wel Walk Around Control (WAC) genoemd.
Indien de digitale centrale geen directe besturingsmogelijkheid biedt, zal altijd een aparte handregelaar aangesloten moeten worden.

### Schakeldecoders
Er kan via een schakeldecoder uiteenlopende apparatuur digitaal worden aangestuurd. Dit zijn onder andere wisselaandrijvingen, ontkoppelrails en spoorwegseinen.

### Terugmelddecoders
Door middel van terugmelddecoders met een blokbezetmelder kan een digitale centrale precies achterhalen of een baanvak vrij is of door een trein bezet wordt gehouden. Hierdoor kan de centrale een trein al dan niet toestemming geven om naar het volgende blok door te rijden.
Terugmelddecoders worden meestal gekoppeld via de s88 of LocoNet-bus.

### Interface met PC
Door de digitale centrale te koppelen aan een computer kan de modelbaan ook bestuurd en geprogrammeerd worden via een computer. Oorspronkelijk verliep deze communicatie tussen de seriële poorten van de computer en digitale centrale met behulp van een RS-232-kabel met een DE-9-connector. Tegenwoordig wordt er steeds meer gebruikgemaakt van een aansluiting via een LocoNet of USB-kabel.
Om apparatuur met een verschillende stekker te verbinden zijn er speciale interface-kabels verkrijgbaar. Zo kan bijvoorbeeld een speciale interfacekabel aan de RS-232-poort van de digitale centrale en de USB-poort van een PC worden aangesloten.
De nieuwste ontwikkeling is een draadloze aansturing via wifi.
Er is speciale software noodzakelijk om een digitale modelbaan via een computer aan te sturen. Bepaalde software kan dit ook zonder tussenkomst van een digitale centrale.

#### Modeltreinbesturingssoftware
| Naam                                   | Leverancier                           | Kosten            | Taal                | Platform                                | Opmerking                                                                           |
| -------------------------------------- | ------------------------------------- | ----------------- | ------------------- | --------------------------------------- | ----------------------------------------------------------------------------------- |
| Digital Direct for Linux (DDL)         | DDL                                   | Gratis            | Duits               | Linux                                   | Digitaal systeem en treinbesturingssoftware in één                                  |
| Digibahn                               | Digibahn                              | Gratis            | Duits               | Windows                                 |                                                                                     |
| DSMBS ModellbahnBetriebsSystem         | Digisoft                              | Ja                | Duits               | Windows                                 | Geen digitale centrale noodzakelijk                                                 |
| ESTWGJ                                 | ESTWGJ                                | Ja                | Duits               | Windows                                 | Digitaal wisseltableau                                                              |
| iTrain                                 | Berros                                | Ja                | o.a. Nederlands     | Windows, Mac OS X, Linux en OpenSolaris |                                                                                     |
| JociSoft Treinbesturing                | JociSoft                              | Gratis (freeware) | Nederlands          | Windows                                 | Voor Märklin Digital Interface                                                      |
| Koploper                               | PaHaSOFT                              | Gratis            | Nederlands          | Windows                                 | Wordt niet meer verder ontwikkeld, wel bugfixes, in gebruik bij Miniworld Rotterdam |
| LocCommander                           | LocCommander                          | Gratis            | Engels              | Windows                                 | Geschikt voor ESU ECoS en Märklin Systems                                           |
| Modellbahnsteuerung per Computer (MpC) | Gahler+Ringstmeier                    | Ja                | Duits               | Windows                                 |                                                                                     |
| ModellStellwerk                        | Ronald Helder                         | Ja                | Nederlands en Duits | Windows                                 | Seintableau                                                                         |
| TrainController                        | Freiwald Software/Railroad & Co.      | Ja                | Engels en Duits     | Windows                                 | Gebruikt op meerdere grote Duitse tentoonstellingen                                 |
| Railware                               | Railware                              |                   | Duits               |                                         |                                                                                     |
| Rocomotion                             | Roco                                  | Ja                |                     | Windows                                 | Aangepaste versie van TrainController voor Roco                                     |
| RocRail                                | RocRail                               | Gratis            | o.a. Nederlands     | Windows, Mac OS X en Linux              | Opensourcesoftware                                                                  |
| Soft-lok                               | Soft-lok                              | Ja                | Nederlands          | DOS (Windows)                           |                                                                                     |
| Stellwerk (Easy)                       | Jürgen Schwarz                        | Ja                | Duits               | Windows                                 |                                                                                     |
| STEUERplus                             | Hermann Rieneck                       | Gratis            | Duits               | Windows                                 | DOS-gebaseerd, geen Windows-GUI                                                     |
| ST-TRAIN                               | MTTM Modellbahn Tecchnik Team München | Ja                | Duits               | Windows                                 |                                                                                     |
| The JMRI-project                       | JMRI Community                        | Gratis            | Engels              | Java platformen                         |                                                                                     |
| Trainbrain                             | Use-Autonomic                         | Ja                | Nederlands          | DOS/Windows                             |                                                                                     |
| TrainWizard                            | TrainWizard                           | Gratis            | Duits               | Windows                                 |                                                                                     |
| Visual Train                           | Droste EDV-Beratung                   | Gratis            | Duits               | Windows                                 | Eigen hardware van leverancier vereist                                              |
| Win-Digipet                            | Digipet                               | Ja                | Duits, Engels       | Windows                                 |                                                                                     |

### Overige apparatuur
Er is een omvangrijk assortiment van apparatuur waarmee de mogelijkheid van digitale besturing verder worden uitgebreid. Dit zijn apparaten zoals:
- Keerlusmodule

Hiermee kan een keerlus binnen het 2-railsysteem probleemloos worden bereden doordat er geen kortsluiting ontstaat.
- Remgenerator

Hiermee komen treinen niet met een ruk tot stilstaan, maar remmen ze natuurgetrouw.
- Scheidingsmodule

Deze module zorgt ervoor dat een modelbaan met een digitaal en analoog aangestuurd deel aan elkaar verbonden kan worden.
Enkele van bovengenoemde uitbreidingen zitten soms al in de digitale centrale ingebouwd of zijn te programmeren via software op een PC. In deze gevallen is zo'n uitbreidingsmodule niet nodig.

## Merken
Er zijn vele merken die elk hun eigen digitale centrale, oftewel command station, op de markt brengen:
| Fabrikant        | Artikel                                               | Productiejaren | Besturing op centrale | Uitvoering   | Opmerkingen                                                          |
| ---------------- | ----------------------------------------------------- | -------------- | --------------------- | ------------ | -------------------------------------------------------------------- |
| Digitrax         | DCS51 All-in-one Command Station/Booster/Throttle     | 2010-          | Ja                    | Kast         |                                                                      |
| Digitrax         | DCS100 Command Station & Booster                      | 1996-          | Nee                   | Kast         |                                                                      |
| Digitrax         | DCS200 Command Station & Booster                      | 2000-          | Nee                   | Kast         |                                                                      |
| Digikeijs        | DR5000 DCC                                            | 2016           | Via Eigen software    | Kast         |                                                                      |
| ESU              | ECoS 50200 Multi Protocol                             |                | Ja                    | Kast         |                                                                      |
| ESU              | ECoS Mobile Control II                                |                | Ja                    | Handregelaar |                                                                      |
| Fleischmann/Roco | Z21, z21, z21 Start                                   | 2012-          | Nee                   | Kast         | Gemaakt voor besturing via een smart phone of tablet-PC              |
| Fleischmann/Roco | MultiMaus                                             |                | Ja                    | Handregelaar | Van oorsprong artikel van Roco.                                      |
| Fleischmann/Roco | Fleischmann Profi-Boss                                |                | Ja                    | Handregelaar | Wordt niet meer geproduceerd.                                        |
| Fleischmann/Roco | Fleischmann TWIN-Center Multi protocol, FMZ, DCC, SEL |                | Ja                    | Kast         | Gebaseerd op Uhlenbrock Intellibox 650 Wordt niet meer geproduceerd. |
| Hornby           | Elite Controller                                      |                | Ja                    | Kast         |                                                                      |
| Hornby           | Select Controller                                     |                | Ja                    | Kast         |                                                                      |
| Lenz             | LVZ100                                                |                | Nee                   | Kast         |                                                                      |
| Lenz             | LVZ200                                                |                | Nee                   | Kast         |                                                                      |
| Märklin          | Central Station                                       |                | Ja                    | Kast         | Alleen Motorola MFX tocol                                            |
| Märklin          | Central Station Reloaded                              |                | Ja                    | Kast         | Selectrix, DCC, Motorola, MFX                                        |
| Märklin          | Central station 2, 3                                  |                | Ja                    | Kast         | Selectrix, DCC, Motorola, MFX                                        |
| Massoth          | DiMax 800Z                                            |                | Nee                   | Kast         | Primair gericht op tuinspoor                                         |
| Massoth          | DiMax 1200Z                                           |                | Nee                   | Kast         | Primair gericht op tuinspoor                                         |
| Piko             | Digi-Power-Box                                        |                | Ja                    | Kast         | gebaseerd op Uhlenbrock Intellibox 650                               |
| Piko             | Digi-Fern                                             |                | Ja                    | Handregelaar |                                                                      |
| Rautenhaus       | RMX960USB                                             |                | Nee                   | Nee          |                                                                      |
| Tams             | MasterControl                                         |                | Ja                    | Kast         |                                                                      |
| Uhlenbrock       | Intellibox 650 Multi protocol SEL, DCC, MOT           |                | Ja                    | Kast         |                                                                      |
| Uhlenbrock       | Intellibox Basic Multi protocol DCC,MOT               |                | Ja                    | Kast         |                                                                      |
| Uhlenbrock       | Intellixbox II Multi protocol SEL,DCC,MOT             |                | Ja                    | Kast         |                                                                      |
| Use-Autonomic    | Raptor                                                | 2006-          | Ja                    | Kast         | Bevat tevens software om de modelbaan te besturen, booster vereist   |
| Viessmann        | Commander                                             | 2007-          | Ja                    | Kast         |                                                                      |
| Zimo             | MX10                                                  |                | Nee                   | Kast         |                                                                      |

In sommige gevallen is er naast de digitale centrale een aparte handregelaar vereist, omdat er via de digitale centrale niet rechtstreeks locomotieven kunnen worden aangestuurd.